# Ulrich Schmidl
Ulrich Schmidl ou Schmidel, aussi mentionné dans les sources Utz Schmidl, né en 1514 à Straubing et mort vers 1580-1581 à Ratisbonne, est un lansquenet bavarois au service des conquistadors, explorateur, chroniqueur et conseiller municipal. Schmidl est avec l'aventurier Hans Staden l'un des rares fantassins à avoir mis par écrit ce qu'il a vécu.

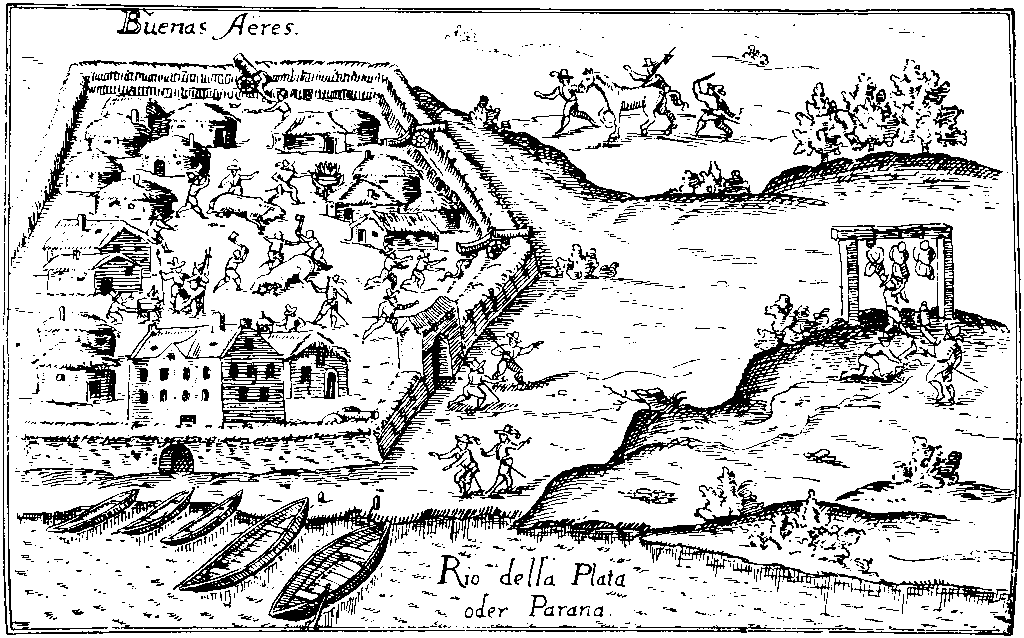
Buenos Aires, peu de temps après sa fondation, 1536.

## Biographie
Ulrich Schmidl naît vers 1514. Il est l'un des trois fils de Wolfgang Schmidl, bourgeois et bourgmestre de Straubing. Ses premières années sont peu connues.
On sait qu'il est, à partir de 1534, mercenaire auprès de Pedro de Mendoza et qu'il fait partie d'une expédition d'environ 3000 soldats partant de  Cadix, en Espagne, à destination du río de la Plata. Schmidl y reste près de vingt ans et est un des fondateurs de Buenos Aires en 1535, et d'Asunción. Ses voyages le mènent sur le río Paraná et le río Paraguay dans une région d'où il entreprend plusieurs expéditions au Gran Chaco, jusqu'au sud-est de l'actuelle Bolivie. En 1567, il publie à Francfort Wahrhafftige Historien einer wunderbaren Schiffahrt (« Histoires véritables d'un étonnant voyage »), une autobiographie qui sera republiée à Nuremberg en 1599. Il est ainsi avec Álvar Núñez Cabeza de Vaca un des premiers à écrire sur l'histoire de ce qui deviendra l'Argentine et le Paraguay.
La condition des conquistadors est en permanence marquée par la faim, pouvant aller jusqu'au cannibalisme. Les conquêtes n'apportent que peu de profit et le taux de mortalité est très élevé. Schmidl décrit la brutalité des expéditions dans les régions peuplées par les Indiens. En raison du faible butin, les conquérants vont jusqu'à se battre entre eux. Schmidl décrit lui-même son comportement de lansquenet : tuer constamment, lutter pour le butin et réduire les Indiens en esclavage. Les expéditions s'effectuent jusqu'à l'ouest du continent.
Incité à revenir par une lettre de son frère Thomas, Schmidl rentre en Europe avec peu de butin et arrive le 26 janvier 1554 à Straubing. Thomas décède le 20 septembre 1554, Ulrich hérite de sa fortune et devient conseiller municipal. Parce que converti au luthéranisme, il quitte Straubing et part en 1562 s'installer à Ratisbonne, où il vit dans l'aisance jusqu'à sa mort vers 1580.

## Voyage à La Plata

### Contexte et préparation
Bien qu'à cette époque seules deux expéditions espagnoles se soient aventurées dans la région de La Plata (l'une dirigée par Juan Díaz de Solís en 1515 et l'autre par Sébastien Cabot de 1526 à 1530) et que le butin des deux navigateurs ait été plutôt maigre, l'empereur Charles Quint, roi des Espagnes, croit tout comme les conquistadors aux déclarations des Indiens selon lesquelles ils auraient pris ces richesses (principalement des bijoux en argent) dans un royaume lointain situé à l'ouest. On ignore alors qu'il s'agit en fait de troc avec l'empire inca, encore inconnu, et on donne au fleuve sur lequel les deux expéditions ont navigué le nom erroné de Río de la Plata (fleuve de l'argent). Les pièces d'argent excitent l'imagination et suscitent des représentations fantastiques du prétendu pays d'argent qu'était l'Argentine après le retour de Cabot en 1530 avec seulement un bateau et la moitié de son équipage initial.
Charles Quint compte financer ses guerres onéreuses en s'emparant de ces trésors prometteurs, et par là même endiguer l'expansion des Portugais au Brésil en installant des compatriotes sur place. Il envoie Pedro de Mendoza, un riche courtisan, avec une flotte de 260 hommes. L'une des 14 caravelles est fournie par les maisons de commerce de Nuremberg et d'Augsbourg, Jakob Welser et Sebastian Neidhart (de). Elles équipent leurs navires d'employés et de mercenaires venus d'Anvers et d'autres endroits. C'est le cas d'Ulrich Schmidl. Il raconte ainsi :

« 2500 Espagnols et 150 Allemands de haut rang, des Néerlandais et des Saxons attendaient également d'entreprendre le voyage sous les ordres de l'officier, le capitaine Pedro de Mendoza. »

Le 24 août 1534, la flotte quitte Sanlúcar de Barrameda, le port de Séville.

### Documentation
C'est avec le récit de l'embarquement que commence le journal de Schmidl sur ses aventures sur le Río de la Plata.
Bien que ni le manuscrit de Munich, ni celui de Hambourg, ni celui de Stuttgart ne constituent le modèle d'impression, ils sont si proches qu'ils remontent probablement à un manuscrit commun aujourd'hui perdu.
Au total, quatre manuscrits sont connus : celui de Stuttgart, celui de Munich, celui de Hambourg et celui d'Eichstätt.
En recoupant les différents manuscrits, des convergences apparaissent :
- L'arrivée de la troupe au Rio de la Plata est fixée dans chaque version à l'année 1535, mais le manuscrit de Stuttgart indique en plus la date de l'Épiphanie, ce qui permet une datation plus précise.
- L'attaque de Buenos Aires par 23.000 Indiens le jour de la Saint-Jean 1535 concorde dans les quatre fragments[6]. Les récits des actes de cannibalisme chez les Espagnols pendant la famine de 1535 sont également cohérents. Mais seul le manuscrit de Stuttgart narre le cas d'un lansquenet qui a mangé son frère mort.
- Sur la dissolution de la garnison de Corpus Christi, les quatre manuscrits ne divergent que sur le nombre d'Espagnols qui ont pendu le chef indien Timbú (dans le manuscrit de Stuttgart, un prêtre est présent en plus des trois personnes mentionnées dans les autres manuscrits).

Ces différences mesurées, et la cohérence importante entre les quatre manuscrits s'étendent jusqu'au dernier chapitre.

### Récit
Chapitre 1
Le jour de la Saint-Barthélemy, le 25 août 1534, la flotte se rend à Sanlúcar, à 20 milles de Séville. Des vents défavorables entraînent une longue escale.
Chapitre 2
Le premier septembre 1534, les navires de Pedro de Mendoza, nommé par Charles Quint premier adelantado, c'est-à-dire son représentant, partent pour leur voyage de 200 milles vers les Canaries. L'entretien des navires dans les ports de Palma, Tenerife et Gomera dure quatre semaines. Durant cette période, des contacts ont lieu entre les membres de l'équipage et la population de l'île, qui cultive principalement la canne à sucre. Le navire allemand est empêché d'appareiller parce que Jorge de Mendoza, cousin de l'Adelantado, a fait monter clandestinement à bord une belle insulaire avec sa dot et sa servante. Ce n'est qu'après la célébration du mariage que le capitaine Henri Paime obtient l'autorisation d'appareiller. Avant cela, il chasse les jeunes mariés du navire, car l'action de Jorge avait valu au navire quatre coups de canon tirés depuis d'une île.
Chapitre 3
Après une deuxième étape de deux cents milles, on atteint Santiago, la plus proche des îles Viridis, c'est-à-dire l'une des îles du Cap-Vert. Situé à 14 degrés de latitude nord, cet archipel appartient au Portugal. Après cinq jours d'escale, les bateaux reprennent la mer.
Chapitre 4
Cinq cents milles séparent les îles du Cap-Vert de l'île de Fernando de Noronha, abordée au bout de deux mois. L'île inhabitée a une population d'oiseaux très dense, et les animaux confiants peuvent être tués à coups de bâtons. Dans ses comptes rendus sur la faune marine, Schmidl mentionne des baleines, des poissons volants, des chabots, que les Espagnols appellent sumere, des espadons et des poissons-scies.
Chapitre 5
Il y a 200 milles à franchir jusqu'à Rio de Janeiro. La flotte reste 14 jours chez les Tupis. Pedro de Mendoza fait tuer Juan Osorio, à qui il avait confié son commandement pour cause de maladie, par les officiers Juan de Ayolas, Jorge Lujan, Juan de Salazar y Espinosa et Lázaro Salvago, sous l'accusation d'intention de mutinerie. Schmidl considère que l'accusation est fausse et qu'Osorio, dont le corps est exposé à bord par mesure de dissuasion, est innocent.
Chapitre 6
A cinq cents lieues au sud de Rio de Janeiro, la flotte trouve l'entrée de l'estuaire de La Plata (Paraná Wassú), large de 42 lieues. Près de San Gabriel, l'actuelle Colonia del Sacramento uruguayenne, les arrivants rencontrent les Charrúa. Ce peuple se nourrit exclusivement de poisson et de viande. Le seul vêtement était le pubis en coton des femmes. Comme les Espagnols ne peuvent se procurer de nourriture auprès des Indiens qui souffrent de pénurie, ils traversèrent le Paraná Wassú, encore large de huit miles à cet endroit.
Chapitre 7
Arrivés sur les lieux, ils déchargent les bateaux et fondent Buenos Aires le 2 février 1536, l'entourent d'un mur d'argile, construisent des huttes couvertes de paille et une maison forte pour Pedro de Mendoza. Selon le chroniqueur, la tribu nomade des Querandís compte 2000 membres. La nourriture et les vêtements sont identiques à ceux des Charrúa. En raison du manque d'eau, les Querandis boivent le sang des animaux tués et mangent également la racine d'une espèce de chardon pour se désaltérer. Durant quinze jours, ils partagent le peu de nourriture qu'ils ont avec la troupe. Puis ils se déplacent de quatre miles. Trois délégués de Pedro de Mendoza, chargés de leur demander de revenir, se font molester. Pedro de Mendoza ordonne alors - selon Schmidl - à 300 lansquenets et 30 cavaliers - dont il fait partie - sous la direction de son frère Diego de Mendoza, de liquider tous les Querandis et de détruire leur village.
Chapitres 8 à 11
Les pages manquantes contenaient les événements de la famine à Buenos Aires. Ils sont esquissés ici à partir des notes originales de Schmidl, conformément au manuscrit de Stuttgart.

« Les Querandis ont été vaincus, mais aucun n'a pu être capturé. De même, on ne trouva plus de femmes ni d'enfants dans le village. Lorsque les Espagnols se retirèrent trois jours plus tard vers Buenos Aires, ils laissèrent derrière eux 100 hommes. Car les eaux y étaient bonnes pour pêcher.
Une famine s'est installée à Buenos Aires. Les rats et les souris, les serpents et autres bestioles étaient consommés, même les chaussures et le cuir étaient mangés. Trois Espagnols abattirent en secret un cheval. Ils avouèrent sous la torture et furent pendus. La même nuit, d'autres Espagnols coupèrent les cuisses et les morceaux de viande du corps des pendus et les mangèrent. Il arriva aussi qu'un Espagnol mangea son propre frère qui était mort. C'est arrivé le jour de la Fête-Dieu 1535.
Pour échapper à la misère, on construisit quatre brigantins de 40 hommes chacun, qui devaient avancer à la rame. 350 hommes remontèrent le Paraná avec ces brigantines et trois petites embarcations à la recherche des Indiens. Ceux-ci prirent la fuite et brûlèrent toute la nourriture. La ration des Espagnols se limitait à 3 lots (environ 50 g) de biscottes par jour. La moitié de l'équipage mourut et, au bout de deux mois, le reste rentra à Buenos Aires sans rien faire. Le mois suivant, 23 000 Indiens sont arrivés à Buenos Aires. Ils appartenaient aux quatre nations Querandís, Guaranis, Charrúa et Chané Timbú. »

C'est ici que l'édition de 1602 de Levinus Hulsius reprend le récit dans son chapitre 11 :
Chapitre 11
[...] Charrúa et Chané Timbú [ont attaqué] Buenos Aires. Avec des flèches incendiaires qui ne s'éteignaient pas après avoir été tirées, toutes les huttes, à l'exception de la maison de l'Adelantado, furent incendiées. Quatre bateaux ont également pris feu. Seuls les tirs des canons des bateaux ont permis de disperser les Indiens. « Il fallait remercier Dieu tout-puissant », écrit Schmidl, « pour que seuls 30 chrétiens aient péri en cette Saint-Jean 1536 ».
Chapitre 12
Après avoir pris le commandement de Pedro de Mendoza, Juan de Ayolas ordonne qu'on procède à un recensement. Celui-ci ne dénombre plus que 560 lansquenets, dont 400 prennent place sur les huit bateaux armés. 160 hommes restent à Buenos Aires pour garder les quatre navires de mer avec des provisions, suffisantes pour une année si la ration par homme et par jour reste fixée à 133,6 g de pain.
Chapitre 13
Avec 400 hommes, Juan de Ayolas rencontre le peuple Timbú après deux mois d'un voyage de quatre-vingt-quatre miles au cours duquel cinquante soldats meurent de faim. Sur des pirogues de seize places, longues de 80 pieds et larges de trois, les Indiens, sous la conduite de leur chef Zcherawassu, viennent à leur rencontre dans une intention pacifique.
Après que le chef a reçu une chemise et un hameçon, les gens de Juan de Ayolas sont autorisés à entrer dans le village. Ils lui donnent le nom de Buena Esperanza ou encore Corpus Christi. Ils y trouvent des quantités suffisantes de poisson et de viande, les seuls aliments de la tribu. Les Timbú sont grands et droits de corps. Les hommes marchent nus, les femmes portent un pubis. Schmidl les décrit comme « très mal formés » et toujours égratignés au visage « et toujours ensanglantés ». La parure de la tribu consiste en une petite pierre bleue et blanche en forme d'étoile de chaque côté du nez.